# 乌尔里克·慕瑟希
乌尔里克·慕瑟希（德語：Ulrike Müßig，1968年—），婚前姓氏Seif，德国法学家、法律历史学家，帕绍大学民法、德国和欧洲法制史教席教授, 博士生导师。1968年生于维尔茨堡。

## 生平
慕瑟希曾于德国维尔茨堡大学、英国剑桥大学学习法律，并赴巴黎第二大学交换。期间获巴伐利亚胡恩特哈默基金会(the Bavaria Hundhammerstiftung）极具天赋学生奖学金，德国国家学术基金以及德意志学术交流基金（DAAD）留学奖学金。其中，德国国家学术基金会是德国历史最悠久、规模最大、最具盛名的奖学金基金会。一人同期获多项奖学金的现象更是罕见。慕瑟希1993年通过第一次德国国家考试后，获维尔茨堡大学比较法研究所博士奖学金，在维尔茨堡大学及汉堡的马克斯·普朗克研究所（外国和国际私法）于1995年取得博士学位，博士论文标题为《英国法与德国法中无主物动产担保的祖父条款》（Der Bestandsschutz besitzloser Mobiliarsicherheiten im deutschen und englischen Recht）。在维尔茨堡、布鲁塞尔和巴黎完成德国国家考试法务见习后，1996至1999年，她在维尔茨堡大学的拜仁和德国法制史研究所攻读博士后，由迪特玛·威洛维（Dietmar Willoweit）教授指导，并得到德国科学基金会（DFG）的资助。德国科学基金会是欧洲最大的科研促进机构。她随后于2000年取得特许任教资格（habilitation），资格论文《法与司法：法官在从教会法到欧洲人权公约历史中的比较——关照英德法法制发展》 （Recht und Justizhoheit, Der gesetzliche Richter im historischen Vergleich von der Kanonistik bis zur Europäischen Menschenrechtskonvention, unter besonderer Berücksichtigung der Rechtsentwicklung in Deutschland, England und Frankreich）现已再版。同年，她拒绝比勒菲尔德大学，接受了帕绍大学的聘请，成为讲席教授。这距离她完成博后仅两个月时间，而通常，教授申请人均需为一个讲席经历漫长的等待。2003年，她还婉拒过瑞士伯尔尼大学的聘请。2010至2012年，她担任帕绍大学法学系主任。
慕瑟希的研究领域集中于十二到二十世纪的欧洲宪政史，包括欧洲一体化的当前进程、司法权的历史、中世纪德国法学史料中日耳曼-教会法的继受、十八世纪思想史。她参与编撰了《德国法制史手册》（the Manuals of German Legal History）、《现代百科全书》（the Encyclopaedia of Modern Age）和 《剑桥法制史国际百科全书》（the Oxford International Encyclopaedia of Legal History）。她与霍斯特·德雷尔（Horst Dreier）、迈克尔·斯托列斯（Michael Stolleis）合著了由莫尔·锡贝克出版社（Mohr Siebeck Verlag）出版的《法学基础》（the Grundlagen der Rechtswissenschaft）。她一直致力于维持历史在法学教育中的地位，为跨学科研究创造条件，注重国际学术交流、奖掖后进。
2008年，她被提名格尔达·亨克尔奖（Gerda-Henkel-Prize）, 该奖项专门用于奖励历史学科的卓越研究。2013年，慕瑟希被授予欧洲研究委员会高级资助经费项目（ERC Advanced Grant），《再议十八、十九世纪欧洲宪法构成》（Reconsidering Constitutional Formation in 18th and 19th century Europe），获得190万欧元项目经费。2019年设立了该项目的研究博客。欧洲研究委员会（ERC）是欧盟下辖的研究基金组织。2015年4月，慕瑟希当选奥地利科学院（Austrian Academy of Sciences）历史-哲学学科通讯院士。2019年她被邀请成为巴黎第二大学法学院客座教授。巴黎二大法学院是全法最著名的法学院，被誉为“法国法律界的顶级学术殿堂”。